# Chris Hemsworth
Chris Hemsworth, avstralski filmski in televizijski igralec, * 11. avgust 1983, Melbourne, Victoria, Avstralija.
Najbolje je prepoznaven po vlogi Kima Hyda iz avstralske telenovele Sončni zaliv (2004) ali kot Thor v več Marvelovih superherojskih filmih. Igral je tudi v filmu Star Trek (2009), A Perfect Getaway (2009), Koča v gozdu (2012), Sneguljčica in lovec (2012), Red Dawn (2012) in biografski športni drami Dirka življenja (2013), kjer je igral voznika Formule 1, Jamesa Hunta.

## Zgodnje življenje
Chris Hemsworth se je rodil 11. avgusta 1983 v Melbourneu, Victoria, Avstralija kot srednji izmed treh sinov Craiga, ki je svetovalec socialnih storitev, in Leonie Hemsworth, ki je učiteljica angleščine. Njegova brata Luke (starejši) in Liam (mlajši) sta tudi igralca. Živel je tako v Melbourneu kot tudi v avstralskem Outbacku v Bulmanu, ki je v Severnem teritoriju. Dejal je: »Moji najzgodnejši spomini je bila govedorejska farma v Outbacku. Nato pa smo se z družino preselili v Melbourne in potem nazaj v Outback in potem spet nazaj v Melbourne. Čeprav sem večino svojega otroštva preživel v Melbournu, imam najbolj žive spomine na Bulman, kjer so krokodili in bivoli. Zelo različno področje življenja.« Srednjo šolo je obiskoval na Heathmont College, preden se je njegova družina nekaj let kasneje preselila na Phillip Island. Tam je z bratoma veliko surfal.

## Kariera

### 2002–2010: Zgodnja dela
Leta 2002 je Chris zaigral kralja Arthurja v televizijski seriji Guinevere Jones. Pojavil se je tudi v telenoveli Neighbours in v dveh epizodah Marshalla Lawa.
Leta 2004 je šel na avdicijo za avstralsko telenovelo Sončni zaliv za vlogo Robbieja Hunterja, vendar je to vlogo dobil Jason Smith. Pozneje je dobil vlogo Kima Hyda in se preselil v Sydney, da bi se pridružil igralski zasedbi. Zaigral je v 185 epizodah. 3. julija 2007 je zapustil igralsko zasedbo Sončnega zaliva.
Chris je bil skupaj s profesionalno plesalko Abbey Ross tekmoval v peti epizodi Ples z zvezdami Avstralija (angleško Dancing with the stars Australia. Sezona je imela premiero 26. septembra 2006 in šest tednov kasneje, 7. novembra 2006, je bil Chris izločen.
Leta 2009 je Chris zaigral v J. J. Abramsovem filmu Star Trek, kjer je upodobil očeta Jamesa T. Kirka, Georgea Kirka. Istega leta je tudi zaigral Kala v trilerju A Perfect Getaway. Prvi film, ki ga je posnel, ko je prišel leta 2010 v Združene države Amerike, je bil Ca$h, kjer je zaigral Sama. Chris je bil v ZDA le šest mesecev, ko je šel na avdicijo za film in režiser filma, Stephen Milburn Anderson, je povedal, sklicevano: »Tukaj je mlad človek z dobrim zgledom in je dober igralec ter sprijaznimo se, da je lep. Zato povem, da ga moramo imeti v tem filmu. Bil se zelo navdušen.« Novembra 2010 je The Hollywood Reporter imenoval Chrisa za enega mladih moških igralcev, ki »so potisnjeni ali pa se potiskajo« na Hollywoodski A-seznam. Sony Pictures je leta 2011 oznanil, da bo Chris nastopil v trilerju Shadow Runner, ki pozneje ni šel v proizvodnjo do leta 2014.

### 2011–danes: Thor in uspeh
Najbolj je poznan po svoji vlogi kot superheroj Thor v filmu Thor (2011). On in njegov soigralec Tom Hiddleston, ki je na koncu igral Lokija, sta oba šla na avdicijo za vlogo, za katero je Chris rekel, da sta pridobila 9 kilogramov mišic. Leta 2012 je Chris svojo vlogo ponovil svojo vlogo v filmu Maščevalci (2012), kjer je igral enega od šestih superherojev, ki so bili poslani na Zemljo, da bi jo branili pred njogvim posvojenim bratom, Lokijem.
Zaigral je v grozljivki Koča v gozdu, ki je bila posneta kmalu po izidu Star Treka, vendar je bil neobjavljen do leta 2012. To je na vztrajanje Jossa Whedona vodilo Chrisa na avdicijo za vlogo Thora. Tudi istega leta je Hemsworth zaigral skupaj s Kristen Stewart v filmu Sneguljčica in lovec kot lovec Eric. Igral je tudi Jeda Eckerta v filmu Red Dawn, vlogo, ki je dobil po tem, ko je MGM videl prizore iz dnevnike posnetkov filma Koča v gozdu. Chris je dobil vlogo Thora dva dni po tem, ko so go najeli za Red Dawn
Hemsworth received the part of Thor two days after being hired for.
Leta 2013 je skupaj z Danielom Bruhlom Chris zaigral svetovnega prvaka Formule 1 Jamesa Hunta v športni filmski drami Dirka življenja, ki jo je režiral Ron Howard. Istega leta je ponovil svojo vlogo Thora v filmu Thor: Svet teme'.
Leta 2015 je Chris še četrtič upodobil Thora v filmu Maščevalci: Ultronova doba. Zaigral je tudi skupaj z Edom Helmsom v filmski komediji Vacation. Chris je bil v reviji People imenovan za 2014 najbolj seksi živega moškega.

## Zasebno življenje
V začetku leta 2010 je Chris začel hoditi s špansko igralko Elso Pataky po srečanju s skupnimi predstavniki, decembra istega leta pa sta se poročila. Skupaj imata tri otroke: hčerko Indio Rose (roj. maja 2012) in dvojčka, Tristana and Sasha (roj. marca 2014).

## Filmografija
| Filmi      | Filmi                            | Filmi              | Filmi |
| Leto       | Naslov                           | Vloga              | Opombe |
| ---------- | -------------------------------- | ------------------ | --- |
| 2009       | Star Trek                        | George Kirk        | |
| 2009       | A Perfect Getaway                | Kale               | |
| 2010       | Ca$h                             | Sam Phelan         | |
| 2010       | Ollie Klublershturf vs the Nazis | Chad               | Kratek film |
| 2011       | Thor                             | Thor               | Nominiran - Teen Choice Award za izbiro moškega prebojnega filmskega zvezdnika Nominiran - British Academy of Film and Television Arts nagrada za vzhajajočega zvezdnika Nominiran - People's Choice Award za najljubšega filmskega superheroja Nominiran - MTV Movie Award za najboljšega heroja                                                                                          |
| 2012       | Koča v gozdu                     | Curt Vaughan       | |
| 2012       | Maščevalci                       | Thor               | Teen Choice Award za poletnega filmskega zvezdnika People's Choice Award za najljubšega filmskega akcijskega zvezdnika MTV Movie Award za najboljši pretep Nominiran - Teen Choice Award za izbiro moškega filmskega znanstveno-fantastičnega zvezdnika Nominiran - People's Choice Award najljubšega filmskega superheroja Nominiran - Kid's Choice Award za najljubšega moškega upornika |
| 2012       | Sneguljčica in lovec             | Lovec Eric         | People's Choice Award za najljubšega filmskega akcijskega zvezdnika Teen Choice Award za poletnega filmskega zvezdnika Nominiran - People's Choice Award za najboljšo kemijo |
| 2012       | Red dawn                         | Jed Eckert         | Film je bil napisan po istoimenskem romanu iz leta 1984 Nominiran - Teen Choice Award za najboljšega akcijskega igralca |
| 2013       | Star Trek Into Darkness          | George Kirk (glas) | Arhiv posnetkov iz filma Star Trek |
| 2013       | Dirka življenja                  | James Hunt         | |
| 2013       | Thor: Svet teme                  | Thor               | Nominiran - Teen Choice Award za izbiro moškega filmskega znanstveno-fantastičnega zvezdnika |
| 2015       | Blackhat                         | Nicholas Hathaway  | |
| 2015       | Maščevalci: Ultronova doba       | Thor               | |
| 2015       | In the Heart of the Sea          | Owen Chase         | Post-produkcija |
| 2015       | Vacation                         | Stone Crandall     | Post-produkcija |
| 2016       | The Huntsman                     |                    | Se snema |
| Televizija |                                  |                    | |
| Leto       | Naslov                           | Vloga              | Opombe |
| 2002       | Guinevere Jones                  | Kralj Arthur       | 2 epizodi |
| 2002       | Neighbours                       | Jamie Kane         | epizoda 1.4096 |
| 2002       | Marshall Law                     | Fant               | episoda: »Domestic Bliss« |
| 2003       | The Saddle Club                  | Novi veteran       | episoda: »Tenderfoot« |
| 2004       | Fergus McPhail                   | Craig              | episoda: »In a Jam« |
| 2004–2007  | Sončni zaliv                     | Kim Hyde           | 185 epizod |
| 2006       | Ples z zvezdami                  | On sam             | 26 epizod |
| 2015       | Saturday Night Live              | Gost               | episoda: »Chris Hemsworth/Zac Brown Band« |